# Björn Olsen
Björn  Helge Gustaf Olsen, född 11 november 1958 i Örebro, är överläkare och professor i infektionssjukdomar sedan 2007 vid Uppsala universitet och Akademiska sjukhuset. Han är även ornitolog och expert på fågelburna sjukdomar, inklusive fågelinfluensa.

## Biografi
Olsen disputerade 1995 med avhandlingen Birds and Borrelia och blev 1997 docent i infektionssjukdomar vid Umeå universitet. Hans forskning är i huvudsak inriktad på zoonotisk ekologi, det vill säga att studera hur olika djurburna och främst fågelburna smittämnen och infektioner förekommer i naturen och hur de kan spridas till människa.
Olsen tycker att det borde ägnas mer uppmärksamhet åt att diskutera varför människor får virus överhuvudtaget, och menar att det beror på mänsklig expansion och utnyttjandet av djur och natur. Han talar också ofta om multiresistenta virus och antibiotikaresistens och varnar för att av de femhundra tusen ton antibiotika som konsumeras på jorden varje år så går bara en tredjedel till mänskliga åkommor medan de resterande två tredjedelarna används i djuruppfödning. Olsen förespråkar därför ett brådskande förbud mot antibiotika som används för att främja tillväxten hos produktionsdjur, minskad köttkonsumtion samt minskade antibiotikadoser och bättre diagnostik av infektioner.
Björn Olsen startade Stora Fjäderäggs fågelstation 1983 och var stationschef fram till 1998. Han hade som ornitolog 409 kryssade fågelarter (2006). Han är en av världens främsta experter på fågelinfluensa och har spårat viruset sedan slutet av 1990-talet. Han har byggt ett kompetenscentrum för virusforskning i Kalmar, där han hoppas utveckla vaccin mot fler virus än fjäderfäviruset H5N1.
Olsen har intervjuats och föreläst i olika sammanhang. Han var till exempel sommarpratare i Sveriges Radio (SR) P1 i juni 2006 och berättade då bland annat om sin passion för fåglar och om hur en och annan dödssynd har hjälpt ett maskrosbarn att komma upp igenom asfalten. Hösten 2010 publicerade han boken Pandemi på Norstedts Förlagsgrupp. Olsen har föreläst två gånger på Vegoforum, som arrangeras av organisationen Svensk mat- och miljöinformation (SMMI) - Antibiotika och köttindustrin (2014) och Den kollektiva skulden (2016). Föreläsningarna finns tillgängliga på SMMI:s YouTube-kanal. I SR-programmet Vetenskapsradion Forskarliv (2016) berättade han om sina två stora intressen i sitt yrkesliv: Fåglar och infektionssjukdomar, och skulle vilja kalla sig medicinsk ornitolog, en specialitet som inte finns. Han intervjuades också om antibiotikaresistens av Johannes Cullberg i poddradion Vägen mot paradiset (2019).
Den 28 februari 2020 var han gäst i SR-programmet Morgonpasset i P3 där han pratade om och svarade på frågor om det nya coronaviruset, covid-19 och epidemier. Den 26 mars 2020 medverkade han återigen i Vägen mot paradiset och pratade även då om coronaviruset. Olsen var en av sommarpratarna 2020 och programmet sändes den 28 juli 2020.
Olsens vetenskapliga publicering har (2020) enligt Google Scholar över 15 000 citeringar och ett h-index på 57.